# Karl Hartfelder
Karl Philipp Hartfelder (* 25. April 1848 in Karlsruhe; † 7. Juni 1893 in Heidelberg) war ein deutscher Historiker, Archivar und Pädagoge.

## Leben
Nach dem Abitur begann Hartfelder 1868 ein Studium der evangelischen Theologie an der Universität Heidelberg und wechselte im Frühjahr 1870 an die Universität Berlin, wo er auch orientalische Sprachen studierte. Während des Deutsch-Französischen Krieges war er in der freiwilligen Krankenpflege tätig. 1872 absolvierte er die theologische Abschlussprüfung und trat in Eberbach kurzzeitig eine Stelle als Vikar an. Bald begann er in Heidelberg wieder ein Studium der Philologie und Archäologie, wo er u. a. bei Hermann Köchly, Otto Ribbeck und Karl Bernhard Stark  studierte. Er legte 1875 die philologische Staatsprüfung ab und promovierte mit einer Dissertation über Ciceros philosophische Schriften (De Cicerone Epicureae doctrinae interprete). Im Herbst 1875 begann er als Lehramtspraktikant am Gymnasium in Freiburg im Breisgau, wo er 1876 zum Professor ernannt wurde und nebenbei noch Geschichte studierte. Hier war er auch Mitglied des Freiburger Geschichtsvereins und publizierte Arbeiten zur Breisgauer Regionalgeschichte. Von 1880 bis 1882 war er als Archivrat in Diensten des Generallandesarchivs Karlsruhe. Da der Landtag das Budget für die Archivstelle nicht mehr genehmigte, wirkte er ab 1882 dann als Professor am Gymnasium in Heidelberg. Seit 1885 gehörte er als außerordentliches Mitglied der Badischen historischen Kommission an, für die er eine große Zahl an Gemeindearchiven im Raum Heidelberg sichtete.
Seine historischen Studien befassten sich insbesondere mit dem Bauernkrieg in Südwestdeutschland und dem Humanismus am Oberrhein. Besondere Aufmerksamkeit widmete er in seinem Werk Philipp Melanchthon. Die Liste seiner Werke ist gemessen an seinem Lebensalter erstaunlich umfangreich.
1893 musste er eine Italienreise aus gesundheitlichen Gründen vorzeitig abbrechen und verstarb im Juni jenes Jahres im Alter von nur 45 Jahren.

## Ehrungen
Die theologische Fakultät der Universität Heidelberg verlieh ihm die Ehrendoktorwürde.

## Werke
Siehe hierzu auch: Karl Hartfelder bei Monumenta Germaniae Historica OPAC, Karl Hartfelder bei Regesta Imperii OPAC und die Autorenseite auf wikisource.
- De Cicerone Epicureae doctrinae interprete. Karlsruhe 1875 im Internet Archive
- Die alten Zunftordnungen der Stadt Freiburg i. Br., Freiburg i. Br. 1879
- Die Kritik des Götterglaubens bei Sextns Emp. adv. mathe IX, 1-194. In: Rheinisches Museum für Philologie, Neue Folge, 36. Band (1881), S. 227–234 pdf
- Studien zum pfälzischen Humanismus. Zum 100. Todestag ausgewählt, eingeleitet und mit einem Register herausgegeben von Wilhelm Kühlmann und Herrmann Wiegand. Heidelberg 1993

als Herausgeber
- Konrad Celtis: Fünf Bücher Epigramme. 1881
- Briefwechsel des Beatus Rhenanus, herausgegeben zusammen mit Adalbert Horawitz, Band 1. Teubner, 1886 im Internet Archive
- Philipp Melanchthons Declamationes. Ausgewählt und hrsg. von Karl Hartfelder, Berlin 1891 im Internet Archive
- Melanchthoniana paedagogica. Eine Ergänzung zu den Werken Melanchthons im corpus reformatorum. Leipzig 1892 im Internet Archive
- Philipp Melanchthons Declamationes. Zweites Heft, Berlin 1894 im Internet Archive